# الاستيلاء على سانتياغو (1585)

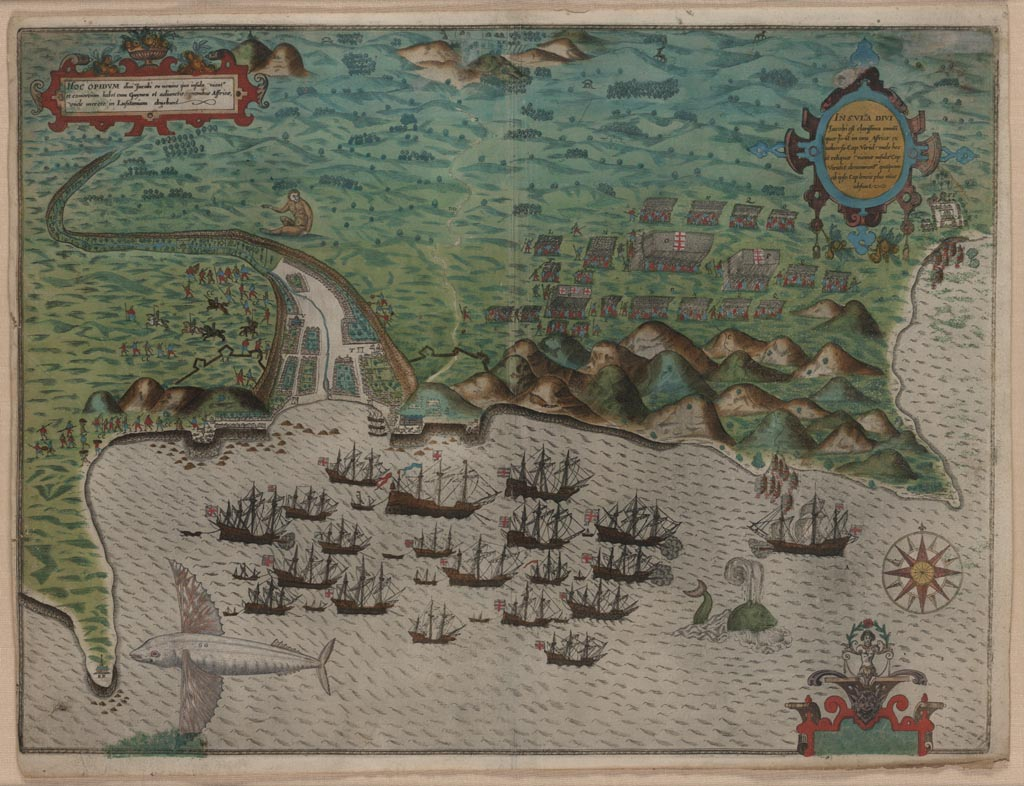
سانتياغو (1585)

كان الاستيلاء على سانتياغو بمثابة اشتباك عسكري وقع بين 11 و 28 نوفمبر 1585 خلال الحرب الإنجليزية الإسبانية المعلنة حديثًا. (سانتياغو هي أكبر جزيرة في أرخبيل الرأس الأخضر.) استولت بعثة إنجليزية بقيادة فرنسيس دريك على مدينة ميناء سيدادي فيلها في جزر الرأس الأخضر التي كانت تنتمي مؤخرًا إلى تاج البرتغال. نهبها ثم سار إلى الداخل قبل أن يفعل الشيء نفسه في ساو دومينغوس وبرايا. بعد ذلك، غادر دريك وواصل رحلته الاستكشافية لمداهمة الممتلكات الإسبانية في الأمريكتين بنجاح.